# Leiv Erikssson
Leiv Erikssson – споруджений у 2010 році землесосний самовідвізний снаряд (trailing suction hopper dredger, TSHD). На момент спорудження був найбільшим судно в своєму типі (разом із однотипним Cristobal Colon, завершеним на два роки раніше). 

## Характеристики
Земснаряд спорудила на замовлення відомої бельгійської компанії Jan De Nul іспанська верф IHC Construcciones Navales del Norte S.L. у Більбао. Судно назвали на честь відомого скандинавського мореплавця, який першим з європейців досяг Північної Америки. 
Земснаряд призначений для робіт на глибинах до 155 метрів, а для відвезення ґрунту використовується трюм об’ємом 46000 м3. Вибірка ґрунту відбувається за допомогою двох труб діаметром по 1,3 метра, вивантаження – через труби діаметром 1,1 метра. 
Пересування до місця виконання робіт здійснюється зі швидкістю до 18 вузлів.
Загальна потужність силової установки судна становить 41,65 МВт, при цьому її основу становлять два двигуни MAN 48/60B потужністю по 19,2 МВт. Для видалення ґрунту використовуються два насоси потужністю по 6,5 МВт, а вивантаження відбувається за допомогою насосу  потужністю 16 МВт. 
На борту забезпечується проживання 46 осіб.

## Завдання судна
У 2010 році Leiv Eiriksson взяв участь у намиві землі для спорудження елітного житлового комплексу Lido Boulevard у малайзійському місті Джохор, котре знаходиться на південному завершенні півострова Малакка навпроти Сінгапуру. При цьому ще до його прибуття роботи тут розпочав інший землесосний снаряд Vasco Da Gama.
А першим проектом, у якому Leiv Eiriksson задіяли повноцінно (в режимі 7 днів на тиждень, 24 години на добу), стали роботи в Аравійському морі на спорудженні оманського порту Дукм, де Leiv Erikssson перебував до травня 2011-го (всього ж проект, розпочатий у 2008-му на позбавленому будь-якої інфраструктури пустельному узбережжі, потребував вилучення 62 млн м3 та намиву 12 млн м3 ґрунту, для чого використали більше десятка земснарядів, і в тому числі потужні фрезерні J.F.J. De Nul, Fernão de Magalhães, Leonardo Da Vinci та Marco Polo).
Далі Leiv Erikssson провів кілька місяців у В’єтнамі, де Jan De Nul узяла великий підряд на спорудження металургійного комбінату компанії Formosa Ha Tinh Steel Corporation у індустріальній зоні Вунг-Анг (північно-центральна провінція Хатінь). Комплекс мав осблуговувати глибоководний порт, для створення якого належало вибрати 80 млн м3 ґрунту, прокласти підхідний канал довжиною 8 км та глибиною до 27 метрів і створити гавань з глибинами до 24 метрів. Роботи, до яких залучали інші численні земснаряди (Zheng He, Ibn Batutta, Cristobal Colon, Vasco Da Gama, Juan Sebastian De Elcano, Vitus Bering), охопили період по 2013 рік, втім, Leiv Erikssson неодноразово покидав в’єтнамські води для виконання інших завдань на далекому Сході.
Так, з липня 2011-го він працював у Охотському морі над створенням нафтогазової інфраструктури біля острова Сахалін. Разом з фрезерним земснарядом Fernão de Magalhães та ще одним землесосом Francis Beaufort судно споруджувало траншею довжиною 28,5 км для виводу на берег головного експортного трубопроводу та прокладання технологічної лінії подачі моноетиленгліколю Кіринського родовища. Також Leiv Erikssson провів підготовку майданчиків для шести свердловин, маніфольду та іншої газозбірної інфраструктури (ці роботи, котрі провадились в районі з глибиною моря 90 метрів, мали за мету видалення 4 метрів слабких ґрунтів, котрі могли втратити несучі якості у випадку землетрусу). Роботи на Сахаліні тривали до кінця осені, проте ранній початок сезону штормів змусив передчасно вивести земснаряди із цього району. Як наслідок, у травні-червні 2012-го Leiv Erikssson знов перебував біля Сахаліну для завершення завдання.
Крім того, під час в’єтнамського завдання судно у січні-березні 2013-го провело три тижні біля західного узбережжя півострова Малакка. Тут бразильський гірничодобувний гігант Vale споруджував термінал, де залізну руду з найбільших в світі балкерів класу Valemax дедвейтом 400 тисяч тон повинні перевантажувати на менші судна дедвейтом до 80 тисяч тон. Leiv Erikssson завершив роботу на два тижні раніше від запланованого терміну, навіть незважаючи на те, що в середині завдання сталась поламка однієї із всмоктуючих труб, котру неможливо було виправити на місці. При цьому одразу після прибуття завдяки слабим ґрунтам земснаряд встановив рекорд, вибравши за добу 420 тис м3.
В 2014-му (щонайменше з січня по квітень) Leiv Erikssson проходив ремонт на індонезійському острові Батам. А у грудні того ж року його залучили до відновлення пляжів Унаватуна біля міста Галле на півдні Шрі-Ланки.
В січні-березні 2015-го земснаряд провадив роботи в Індійському океані на атолі Північний Мале за другою фазою проекту Hulhumalé. Останній (розпочатий ще в 1997-му) передбачав створення нового острова на північний схід від острова Мале, на якому розташована однойменна столиця Мальдівів. Внесок Leiv Erikssson полягав у вибірці з акваторії усередині атолла 7 млн м3 піску та використання його для намиву території на зовнішньому кільці атолу.
Тією ж весною 2015-го судно узялось за роботи в Об’єднаних Арабських Еміратах у порту Джебель-Алі. Тут разом з фрезерним земснарядом Zheng He та землесосом Queen of the Netherlands він був задіяний у проекті спорудження контейнерного терміналу Т4, крім того, виконав певний об’єм робіт із експлуатаційного днопоглиблення (разом із землесосним снарядом Francis Beaufort).
У липні Leiv Erikssson пройшов ремонт на розташованій неподалік катарській верфі N-KOM, а вже у серпні 2015-го опинився біля узбережжя Нігерії, де дещо на схід від найбільшого міста країни Лагосу починалось спорудження потужного НПЗ Данготе-Леккі, котрий після введення повинен переробляти понад 30 млн тон нафти на рік. Тут за проектом потрібно було вибрати та намити 55 млн м3 ґрунту, при цьому зона забору піску знаходилась за 10-20 км від узбережжя. Над цим же проектом також певний час працювали землесосні снаряди Cristobal Colon і Gerardus Mercator, а сам Leiv Erikssson затримався тут на 18 місяців. По завершенні нігерійського проекту у лютому 2017-го судно прибуло для тритижневого ремонту на верф Damen Shiprepair у французькому Бресті.
Весною 2017-го земснаряд вже працював на протилежній стороні Атлантики біля узбережжя бразильського штату Ріо-де-Жанейро, де у місті Сан-Жуан-да-Барра розширювали комплекс Porto do Açú, призначений для обробки вантажів залізної руди та нафти. Тут потрібно було вибрати 32 млн м3 та, зокрема, збільшити глибини на підхідному каналі з 20,5 до 24,5 метра. Останнє дозволило б винесеному в море на 3 кілометра терміналу Т1 обслуговувати надвеликі нафтові танкери. Головним виконавцем проекту, котрий тривав з листопада 2016-го по жовтень 2017-го, стала нідерландська компанія Boskalis, котра використовувала три свої землесосні снаряди. Втім, на певному етапі вона також залучила до робіт Leiv Erikssson, зафрахтований у Jan De Nul.
З жовтня 2017-го до середини зими земснаряд працював в Карибському морі біля північного узбережжя Колумбії. Тут провадилось експдуатаційне днопоглиблення підхідного каналу та басейну розвороту в порту Санта-Марта, де працюють вугільні термінали Пуерто-Нуево та Пуерто-Драммонд. Разом з ним завдання виконувала ґрунтовідвізна шаланда Leeuw. А на початку лютого 2018-го Leiv Erikssson перемістився до Стамбулу, де йому належало пройти черговий ремонт на турецькій верфі компанії GEMAK.
Літо 2019-го судно провело у Гданській затоці Балтійського моря, де йому належало виконати роботи в межах модернізації підходів до північної гавані порту Гданськ. За тиждень до нього підготовчі роботи тут розпочав дещо менший землесосний снаряд Bartolomeu Dias.
Далі Leiv Erikssson очікували у Середземному  морі, де в Монако реалізовували проект спорудження нового кварталу площею 6 га. Для цього на підготоване дно моря опустили 18 величезних бетонних каркасів, котрі належало заповнити 600 тисячами м3 піску. Останній підбирали за оптимальними характеристиками, тому зона забору знаходилась аж біля узбережжя Сицилії, від якої земснаряд транспортував пісок за 450 миль. Ґрунт набирали з глибини 120 метрів та більше.
Восени 2019-го Leiv Eiriksson залучили до робіт у атлантичному порту Нуадібу на узбережжі Мавританії, через який здійснюється експорт великих об'ємів залізної руди. Тут запланували організувати прийом суден тонажністю до 250 тисяч тон, для чого необхідно було збільшити глибини до 20,3 метра. Розрахований на рік проект передбачає вилучення 21,6 млн м3 породи, для чого потужний фрезерний земснаряд Zheng He здійснюватиме подрібнення пісчаників своєю фрезою, тоді як Leiv Eiriksson вилучатиме ґрунт та відвозитиме його.